# Ильясов, Юлай Талхович
Юлай Талхович Ильясов (род. 10 июня 1969, Зианчуринский район, Башкирская АССР) — российский государственный деятель, бывший министр земельных и имущественных отношений Республики Башкортостан (2010—2012), глава Государственного комитета Республики Башкортостан по молодёжной политике (2005—2008), глава Кировского района Уфы (2008—2010), глава Куюргазинского района Республики Башкортостан  (2019— по настоящее время)

## Биография
Родился 10 июня 1969 года в селе Юнаево Зианчуринского района Башкирской АССР
Окончил Уфимский государственный авиационный технический университет (ныне Уфимский университет науки и технологий) по специальности «электрооборудование летательных аппаратов» в 1994 году и юридический факультет Башкирского государственного университета (ныне Уфимский университет науки и технологий) в 2001 году.
С 1990 по 1991 год работал монтажником ПМК-512 треста «Связьстрой-5» в Нефтекамске, с 1991 по 1992 год был рабочим совхоза «Рощинский».
С 1992 по 1993 год был маклером конторы «Визит-брок», с 1993 по 1994 год — администратором спортивного клуба «Аякс».
С 1994 по 1997 год учился в аспирантуре УГАТУ, с 1995 по 1998 год был младшим научным сотрудником, ассистентом кафедры УГАТУ (ныне Уфимский университет науки и технологий).
С 1998 года находился на государственной службе. С 1998 по 1999 года был ведущим, затем главным специалистом Министерства экономики и антимонопольной политики Республики Башкортостан, с 1999 года — заместителем начальника отдела ФГУП УАП «Гидравлика», с 2000 года — главным специалистом Секретариата Государственного собрания Республики Башкортостан.
С 2000 по 2004 год являлся ведущим специалистом ОАО «Фонд долгосрочных сбережений», с 2004 по 2005 год — заведующим отделом прогнозирования социально-экономического развития и социальной политики Администрации Президента Республики Башкортостан.
7 февраля 2005 года Указом Президента Республики Башкортостан назначен председателем Государственного комитета Республики Башкортостан по молодежной политике, 7 апреля 2008 года был освобождён от занимаемой должности в связи с переходом на должность заместителя главы администрации городского округа город Уфа Республики Башкортостан.
С 12 августа 2008 года по август 2010 год являлся главой администрации Кировского района Уфы, с августа 2010 года по январь 2012 года возглавлял Министерство земельных и имущественных отношений Республики Башкортостан.